# Хермигар
Хермигар — военачальник и  лидер свевов в Лузитании в первой трети V века.

## Биография
Хермигар упоминается только в одном из изводов хроники Идация. Судя по имени, Хермигара мог быть родственником короля свевов Хермериха. 
Хермигар известен тем, что в 429 году занимался грабежами в Лузитании, промышляя в окрестностях столицы этой римской провинции, города Мерида. Королём свевов в то время был Хермерих, но Хермигар, вероятно, действовал независимо от него. Хермигар был настолько могуществен, что король вандалов Гейзерих, уже собиравшийся отплывать в Африку, посчитал необходимым вернуться вглубь страны и лично возглавить поход против Хермигара. Тот был разгромлен войском вандалов и больше о нём в исторических источниках не упоминается.
Некоторые историки предполагают, что Хермигар мог быть королём одновременно с Хермерихом: в таком случае это был пример двойного правления, которое было распространено среди ранних германцев и также встречалось у свевов. Однако у Идация, хроника которого является основным источником об истории Пиренейского полуострова того времени, нет никаких упоминаний о том, что Хермигар был королём.
Вероятнее всего, Хермигар был полководцем. Хотя король был главным военачальником, но он не обязательно был единственным. Хермигара можно считать предводителем «дружины», действовавшим с согласия короля или без оного. Это не более чем предположение. Онако нет оснований думать, что уже в 429 году свевы были разобщены или что они существовали двумя независимыми группами, как это случилось позднее в 457 году при королях Фрамтане, Мальдре и Рехимунде.